# ATP Praga
L'ATP Praga, nome ufficiale Czech Open, è stato un torneo di tennis maschile professionistico giocato sulla terra rossa nel 1973 e dal 1987 al 1999. Faceva parte inizialmente del circuito Grand Prix e nel 1990 è confluito nelle neonate ATP World Series. Si giocava sui campi dell'I. Česky Lawn Tennis Klub sull'isola di Štvanice a Praga in Repubblica Ceca (Cecoslovacchia).

## Albo d'oro

### Singolare
| Anno      | Vincitore           | Finalista              | Punteggio               |
| --------- | ------------------- | ---------------------- | ----------------------- |
| 1999      | Dominik Hrbatý      | Sláva Doseděl          | 6–2, 6–2                |
| 1998      | Fernando Meligeni   | Sláva Doseděl          | 6–1, 6–4                |
| 1997      | Cédric Pioline      | Bohdan Ulihrach        | 6–2 5–7 7–6(4)          |
| 1996      | Evgenij Kafel'nikov | Bohdan Ulihrach        | 7–5, 1–6, 6–3           |
| 1995      | Bohdan Ulihrach     | Javier Sánchez         | 6–2, 6–2                |
| 1994      | Sergi Bruguera      | Andrij Medvedjev       | 6–3, 6–4                |
| 1993      | Sergi Bruguera      | Andrej Česnokov        | 7–5, 6–4                |
| 1992      | Karel Nováček       | Franco Davín           | 6–1, 6–1                |
| 1991      | Karel Nováček       | Magnus Gustafsson      | 7–6(5), 6–2             |
| 1990      | Jordi Arrese        | Nicklas Kulti          | 7–6, 7–6                |
| 1989      | Marcelo Filippini   | Horst Skoff            | 7–5, 7–6                |
| 1988      | Thomas Muster       | Guillermo Pérez Roldán | 6–4, 5–7, 6–2           |
| 1987      | Marián Vajda        | Tomáš Šmíd             | 3–6, 6–3, 6–3           |
| 1986 1974 | Non disputato       | Non disputato          | Non disputato           |
| 1973      | Jiří Hřebec         | Jan Kodeš              | 4–6, 6–1, 3–6, 6–0, 7–5 |

### Doppio
| Anno      | Vincitori                         | Finalisti                          | Punteggio     |
| --------- | --------------------------------- | ---------------------------------- | ------------- |
| 1999      | Martin Damm Radek Štěpánek        | Mark Keil Nicolás Lapentti         | 6–0, 6–2      |
| 1998      | Wayne Arthurs Andrew Kratzmann    | Fredrik Bergh Nicklas Kulti        | 6–1, 6–1      |
| 1997      | Mahesh Bhupathi Leander Paes      | Petr Luxa David Škoch              | 6–1, 6–1      |
| 1996      | Evgenij Kafel'nikov Daniel Vacek  | Luis Lobo Javier Sánchez           | 6–3, 6–7, 6–3 |
| 1995      | Libor Pimek Byron Talbot          | Jiří Novák David Rikl              | 7–5, 1–6, 7–6 |
| 1994      | Karel Nováček Mats Wilander       | Tomáš Krupa Pavel Vízner           | Walkover      |
| 1993      | Hendrik Jan Davids Libor Pimek    | Jorge Lozano Jaime Oncins          | 6–3, 7–6      |
| 1992      | Karel Nováček Branislav Stankovič | Jonas Björkman Jon Ireland         | 7–5, 6–1      |
| 1991      | Vojtěch Flégl Cyril Suk           | Libor Pimek Daniel Vacek           | 6–4, 6–2      |
| 1990      | Vojtěch Flégl Daniel Vacek        | George Cosac Florin Segărceanu     | 5–7, 6–4, 6–3 |
| 1989      | Jordi Arrese Horst Skoff          | Petr Korda Tomáš Šmíd              | 6–4, 6–4      |
| 1988      | Petr Korda Jaroslav Navrátil      | Thomas Muster Horst Skoff          | 7–5, 7–6      |
| 1987      | Miloslav Mečíř Tomáš Šmíd         | Stanislav Birner Jaroslav Navrátil | 6–3, 6–7, 6–3 |
| 1986 1974 | Non disputato                     | Non disputato                      | Non disputato |
| 1973      | Jan Kodeš Vladimír Zedník         | Robert Machan Balázs Taróczy       | 6–3, 7–6      |